# 모장항
모장항은 전라남도 여수시 돌산읍 평사리 모장마을 인근에 있는 어항이다. 2007년 8월 8일 어촌정주어항으로 지정하여 관리하고 있다. 시설관리자는 여수시장이다.

## 어항 구역
- 수역: 북위 34°39′25″, 동경 127°44′18″의 지점에서 N50°W방향으로 70m점과 이점에서 S55°W방향으로 80m점과 이점에서 S10°W방향으로 50m점과 이점에서 S65°W방향으로 170m점과 이점에서 N25°W방향으로 120m점과 이점에서 N65°W방향으로 80m점과 이점에서 S50°W방향으로 75m점과 이점에서 S15°E방향으로 110m점과 이점에서 S55°W방향으로 90m점과 이점에서 S60°E방향으로 육지부를 연결하는 선을 따라 형성된 공유수면[1]

## 어항 시설
- 방파제 166m, 선착장 144m

## 기본 계획
- 방파제 236m, 선착장 121m, 소통구 15m, 호안 34m[1]

## 정비 계획
- 방파제 70m, 선착장 -23m, 소통구 15m, 호안 34m[2]

## 주요 어종
- 굴